# Tabatha mani di forbice
Tabatha mani di forbice (Tabatha Takes Over, precedentemente Tabatha's Salon Takeover) è un programma televisivo statunitense condotto dalla parrucchiera e personaggio televisivo Tabatha Coffey. Anche se il programma è iniziato su Bravo tv nel 2008, in Italia è stato trasmesso dal 2011 su Real Time. 

## La trasmissione
Nel programma Tabatha si reca nei vari saloni di parrucchieri in crisi. Il suo scopo è quello di risollevare le sorti di tali attività che altrimenti, senza il suo aiuto e i suoi consigli rischiano di chiudere. Essa interviene sulla gestione del personale, prendendo in mano l'attività per una settimana, sia sulla gestione economica. Attualmente Tabatha si occupa anche di intervenire presso anche altre attività e non solo più i saloni da parrucchiera.
Nelle prime tre stagioni del programma, Tabatha si occupava solamente di saloni da parrucchiere. Dal 2010 avendo molte richieste al di fuori del mondo dei parrucchieri, decise di estendere il programma anche ad altre attività come locali, toilette per cani, bar.